# 小帕利
小帕利（匈牙利語：Kispáli）是匈牙利佐洛州所辖的一个村，临近大帕利，总面积4.51平方公里，总人口269，人口密度59.6人/平方公里（2010年1月1日）。